# Gloeoporus subvinaceus
Gloeoporus subvinaceus är en svampart som beskrevs av Corner 1992. Gloeoporus subvinaceus ingår i släktet Gloeoporus och familjen Meruliaceae.   Inga underarter finns listade i Catalogue of Life.